# Philippe Pot
Philippe Pot, signore di La Roche-Nolay, e di Châteauneuf-en-Auxois, Thorey-sur-Ouche, Givry-en-Charollais e Nesle-en-Châtillonnais (La Rochepot, 1428 circa – 1493), è stato un diplomatico francese, cavaliere del Toson d'oro e gran siniscalco di Borgogna.

## Biografia
Nacque nel 1428 circa al castello de la Rochepot, figlio di Jacques Pot e Marguerite de Courtiambles, e nipote di Régnier Pot, ciambellano del duca di Borgogna Filippo l'Ardito, crociato e cavaliere del Toson d'oro.  Suo padrino era Filippo il Buono, erede del ducato di Borgogna. Ciò lo portò a essere cresciuto alla corte di Digione per giungere poi al grado di primo consigliere del Duca. Ebbe parte a quasi tutti gli affari diplomatici del suo tempo.
Philippe Pot assistette per vent'anni il suo padrino nella gestione del ducato. Quando la prima moglie di Carlo il Temerario, Caterina di Francia, morì nel 1446, Philippe combinò per il suo duca un nuovo matrimonio con una principessa capetingia, Isabella di Borbone, in conformità con il Trattato di Arras. Il matrimonio ebbe luogo nel 1454. Il duca Filippo lo ricompensò nel 1457 donandogli il castello di Châteauneuf-en-Auxois, un castello che fece sviluppare fino alla sua morte per corrispondere allo splendore dell'epoca.
Il duca lo decorò con l'ordine del Toson d'oro nel 1461 alla seduta della corte in Saint-Omer. Nel 1464 gli diede il titolo di gran ciambellano e lo nominò signore di Lilla, Douai e Orchies. La morte di Filippo il Buono nel 1467, e quella di Isabella di Borbone l'anno successivo, lo portarono a negoziare il terzo matrimonio di Carlo il Temerario con Margherita di York, distaccandosi dalla volontà del defunto duca. Nel 1468, il matrimonio suggellò un'alleanza tra la Borgogna e l'Inghilterra.

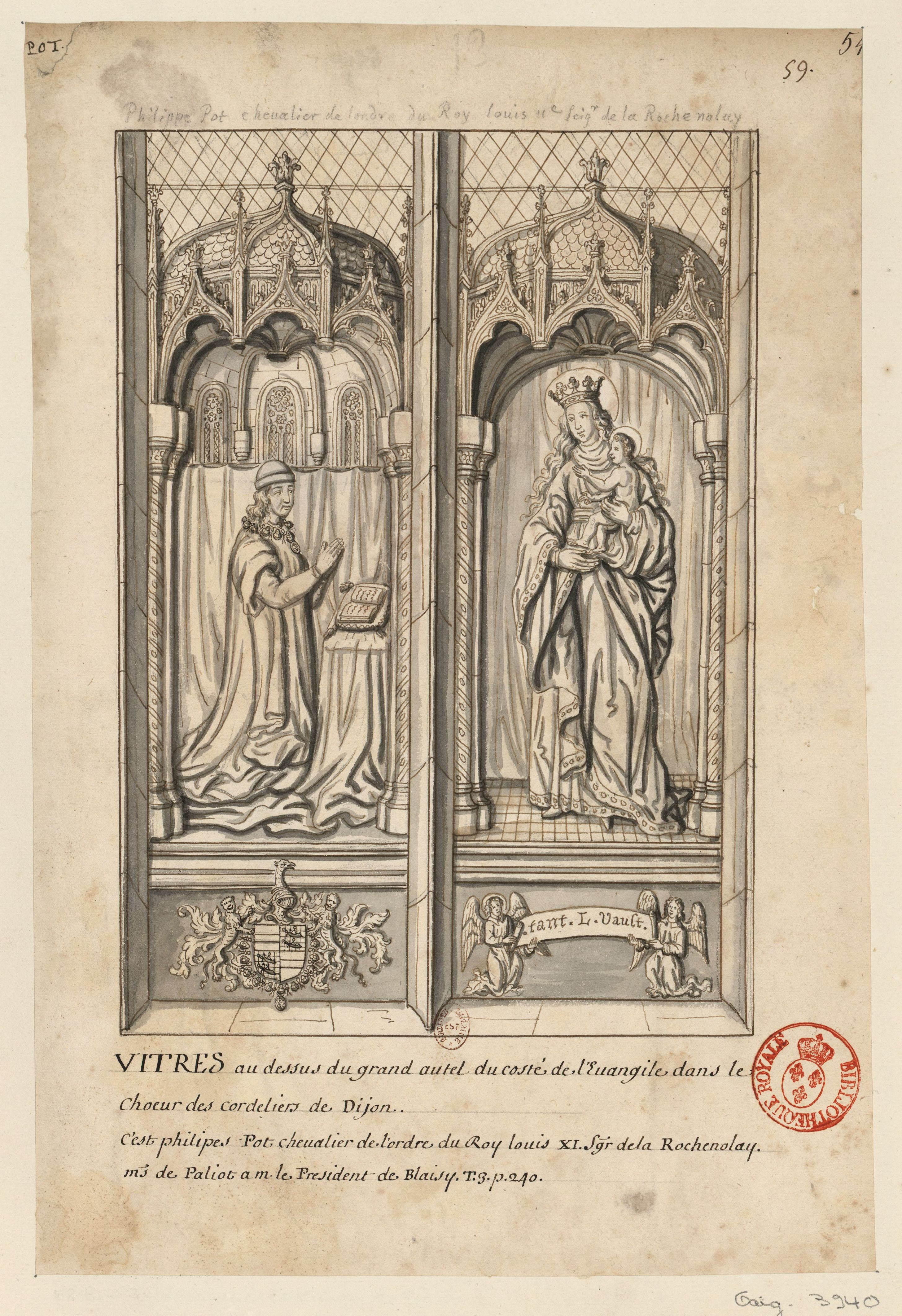
Vetrata con P. Pot proveniente dal convento dei Cordelieri di Digione.

Quando Carlo morì nel 1477, la Borgogna fu divisa tra sua figlia, Maria di Borgogna, e il legittimo erede, Luigi XI. Maria di Borgogna era diffidente nei confronti di Philippe Pot, al quale riprese la città di Lilla.
Con l'appoggio dei grandi della Borgogna, di cui faceva parte, Philippe Pot riuscì a limitare i possedimenti di Maria e del di lei marito Massimiliano d'Austria ai Paesi Bassi francesi (Trattato di Arras). In ricompensa, Luigi XI, sempre desideroso di guadagnarsi la fedeltà di persone competenti, lo nominò suo primo consigliere, cavaliere dell'ordine di San Michele, precettore del Delfino Carlo (futuro Carlo VIII di Francia), e grande siniscalco di Borgogna: ciò rese molto più facile ai piccoli vassalli borgognoni accettare la nuova signoria.
Alla morte di Luigi XI, nel 1483, Carlo VIII era ancora minorenne, e i grandi del reame si sollevarono seguendo Luigi d'Orléans (futuro Luigi XII di Francia), nel contestare il diritto alla reggenza della sorella del giovane re, Anna di Beaujeu, per quanto nominata dal defunto sovrano. L'anno successivo Anna riunì gli Stati generali a Tours, e Philippe Pot vi intervenne, deputato della nobiltà locale. Si fece notare per la sua eloquenza e la sua presenza, il che gli valse il soprannome di bocca di Cicerone.
Nel suo discorso più famoso, quello del 9 febbraio 1484, avanzò il principio della sovranità nazionale negando il diritto naturale dei principi a governare. I deputati, in nome della Nazione, decisero di affidarsi alla saggezza del re, cioè della reggente: Luigi d'Orléans venne sconfitto. Anna di Beaujeu si sentì tuttavia minacciata da questo discorso d'ispirazione quasi democratica, secondo il quale il suo potere avrebbe dovuto essere rimpiazzato da quello dell'assemblea in attesa della maggiore età del re. Gli Stati generali furono rapidamente sciolti. Philippe Pot conservò tuttavia la posizione di siniscalco di Borgogna fino alla sua morte, avvenuta nel 1493.
Scomparso nel 1493 senza lasciare discendenti diretti, la sua eredità andò al fratello Guy/Guyot Pot (nato intorno al 1428, morto fra 1495 e 1510), padre di Anne Pot, la quale fu moglie di Guillaume de Montmorency e madre del conestabile Anne de Montmorency.

## Opera
Secondo lo storico Pierre Champion, Philippe Pot fu il redattore della raccolta di Cent Nouvelles nouvelles, risalente agli anni sessanta del Quattrocento e pubblicata nel 1486.

## La tomba

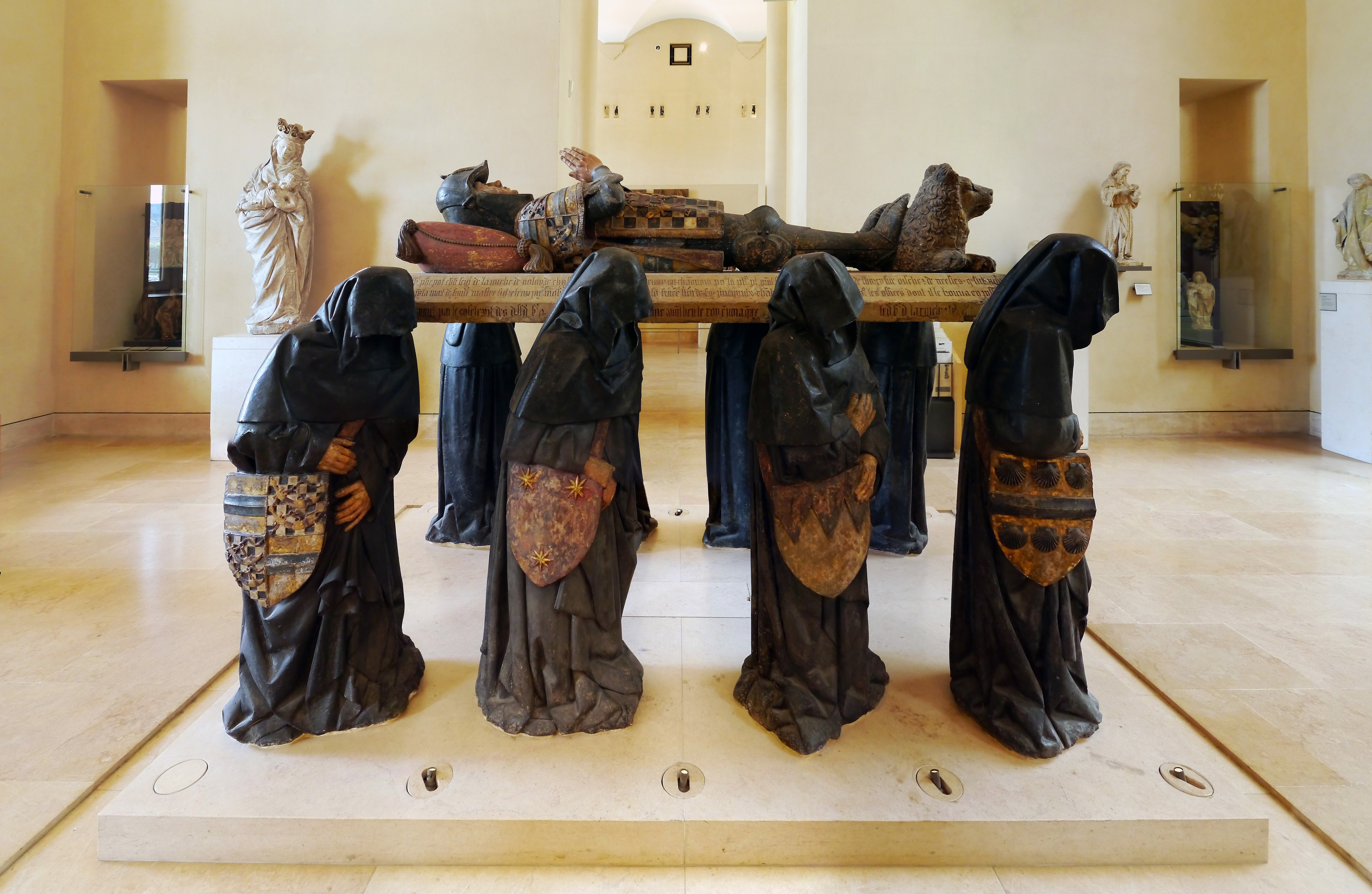
Tomba di Philippe Pot.

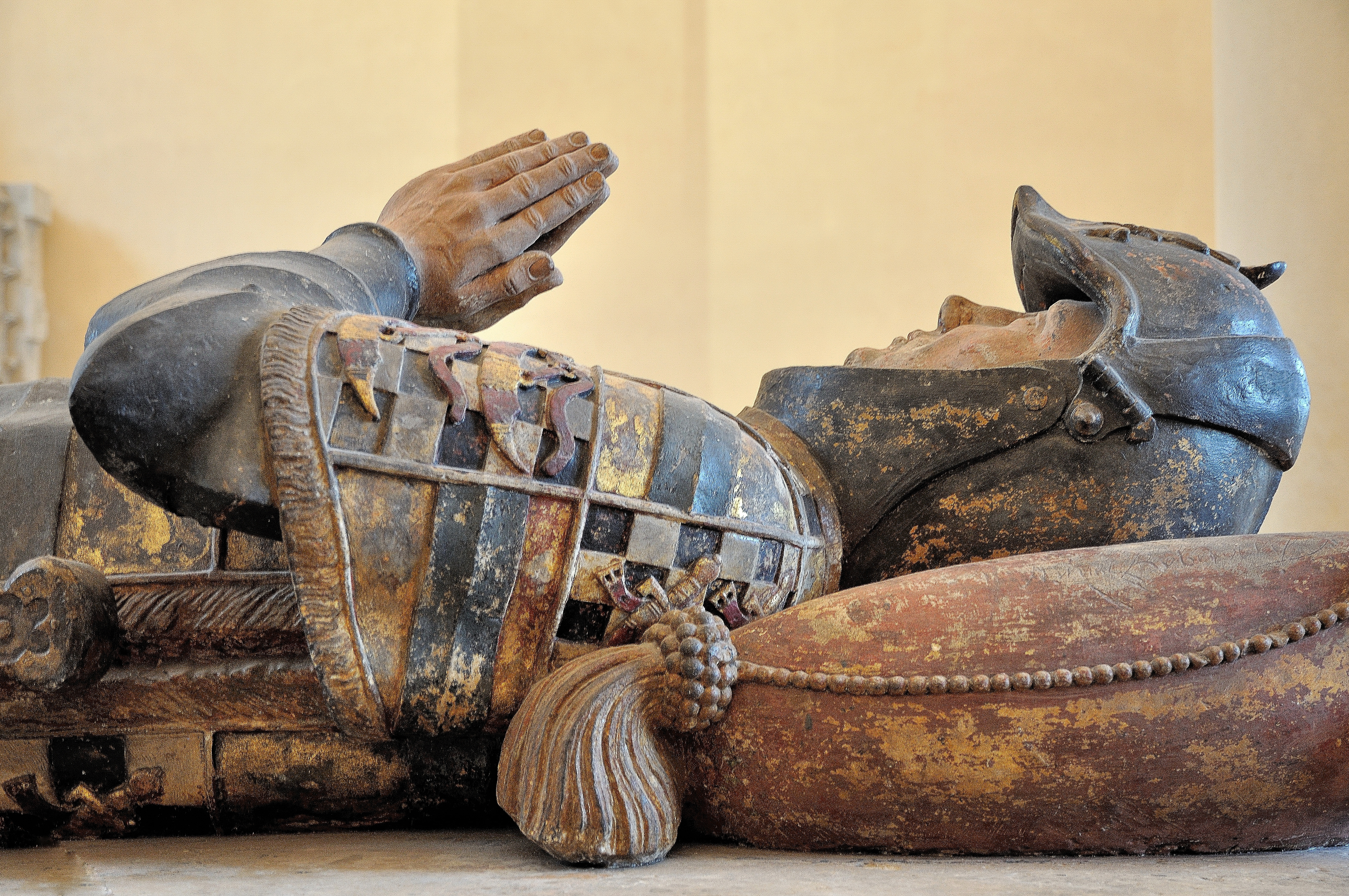
Effigie del cavaliere Philippe Pot (dettaglio).

Philippe Pot fu sepolto nell'abbazia di Cîteaux, all'interno della cappella di san Giovanni Battista, sotto un magnifico monumento funebre, rappresentante il defunto disteso a grandezza naturale, portato sulle spalle da otto persone in lutto, scolpite nella pietra nera. Fu sequestrato come bene nazionale il 4 maggio 1791. Doveva essere trasportato nella cattedrale di Digione trasformata in museo, ma non vi giunse mai.
Dopo essere scomparso per oltre quindici anni, riemerse quando Charles Richard de Vesvrotte lo acquistò il 9 settembre 1808 per 53 franchi da un imprenditore. Lo fece installare nel giardino dell'Hôtel Petit de Ruffey. Dopo la vendita dell'edificio nel 1850 da parte di Alphonse Richard, II Conte di Vesvrotte, la tomba fu collocata nella cripta dell'Hôtel d'Agrain, 18, rue Chabot-Charny a Digione, quindi eretta nel parco del castello di Vesvrotte.
Nel 1886 lo Stato rivendicò la proprietà della tomba davanti al tribunale di prima istanza di Digione, il 10 febbraio. Ma la Corte d'appello di Digione, il 9 agosto dello stesso anno, riconobbe la proprietà della tomba al conte Armand de Vesvrotte e revocò il sequestro il 3 marzo 1887. Acquisita definitivamente nel 1889, tramite l'esperto Charles Mannheim, si trova oggi al Louvre. Una replica della tomba è esposta nella torre del Logis des Hôtes del castello di Châteauneuf-en-Auxois.